# X Liceum Ogólnokształcące im. Przemysła II w Poznaniu
X Liceum Ogólnokształcące im. Przemysła II w Poznaniu (tzw. „dziesiątka”). Liceum posiada klasy: lingwistyczne, matematyczno-fizyczne/geograficzne, biologiczno-chemiczne, teatralne  oraz humanistyczne. W każdej klasie uczeń ma do wyboru drugi język: język hiszpański, język niemiecki lub język francuski.

## Historia

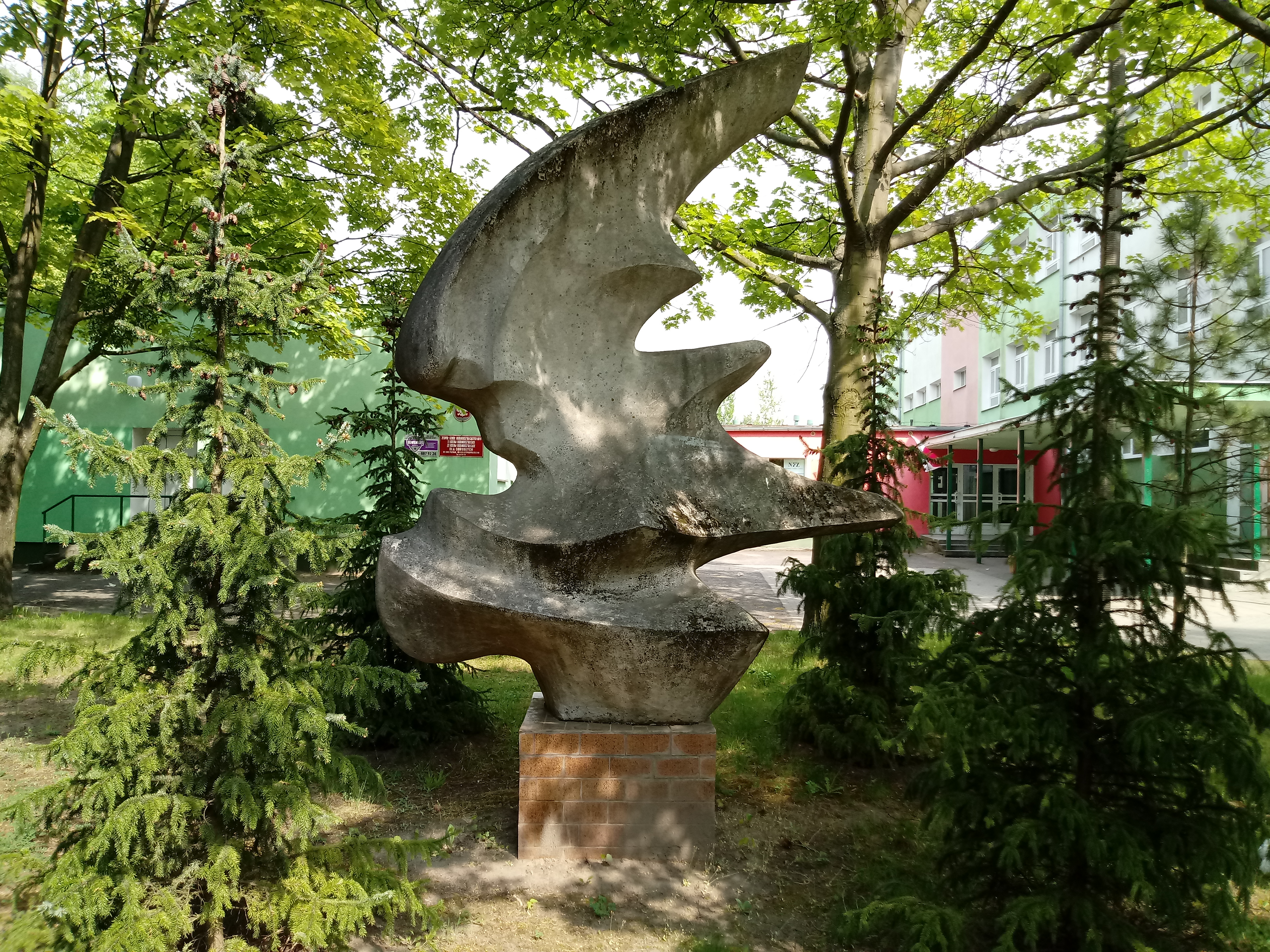
Rzeźba plenerowa "Lot" stojąca przed liceum (maj 2018)

W roku 1962 powstało X LO im. Przemysła II, jako filia VI LO im. Ignacego Jana Paderewskiego (Paderka) w siedzibie Szkoły Podstawowej nr 64 na Żegrzu. Zgodnie z pismem Ministerstwa Oświaty w roku 1963 X LO zostało jednostką samodzielną. W roku 1966 przeniesione do nowego budynku na Osiedlu Jagiellońskim (ul. Wioślarska obecnie ul. Józefa Piłsudskiego).
W 1978 uzyskało nową siedzibę na Osiedlu Rzeczypospolitej przy ulicy Wyzwolenia, w jednostce obszarowej SIM Osiedle Rzeczypospolitej na Ratajach z salą kinową, pełnowymiarową halą sportową wyposażoną w trybuny i nowoczesnymi w pełni wyposażonymi salami wykładowymi. Od kilkunastu lat liceum uczestniczy w międzynarodowej wymianie grup uczniowskich i nauczycieli.
Przed liceum od strony ulicy Wyzwolenia stoi rzeźba plenerowa „Lot” wykonana przez Jerzego Sobocińskiego w roku 1981.
W szkole działają kluby szkolne: PTTK, DKF, SKS, TEATR DYCHA, Klub miłośników książek, Klub debat, Klub młodego Europejczyka i koła przedmiotowe, których uczestnicy zdobywają laury na Olimpiadach przedmiotowych.
W 2018 roku szkoła obchodziła 55-lecie istnienia.

## Dyrektorzy
- 1963 – 1981 mgr Henryk Dalkowski[3]
- 1981 – 1982 mgr Maria Rzymska[3]
- 1982 – 1991 mgr Jan Niedziela[3]
- 1991 – 1993 mgr Bogdan Szafałowicz[3]
- 1993 – 2003 mgr Wanda Frąckowiak[3]
- 2003 – 2015 mgr Małgorzata Roszyk[3]
- od 2015 mgr Krzysztof Nowak[3]

## Znani absolwenci
- Michał Klichowski – polski neuronaukowiec, profesor nauk społecznych
- Łukasz Kośmicki – operator filmowy
- Mariusz Sabiniewicz – aktor, zm. w 2007
- Magdalena Kemnitz – wioślarka
- Dariusz Matelski – historyk
- Julia Michalska – wioślarka, brązowa medalistka IO w Londynie w 2012 r.
- Jacek Pulikowski – wykładowca katolicki